# Cabaj-Čápor
Cabaj-Čápor (Hongaars: Cabajcsápor) is een Slowaakse gemeente in de regio Nitra, en maakt deel uit van het district Nitra.
Cabaj-Čápor telt 3.895 inwoners.